# Кузьма Скрябін
Андрі́й Вікторович Кузьме́нко (псевдонім — Кузьма́, Кузьма Скрябін; 17 серпня 1968, Самбір, Львівська область, Українська РСР, СРСР — 2 лютого 2015, Лозуватка, Криворізький район, Дніпропетровська область, Україна) — український співак, композитор, поет, письменник, телеведучий, продюсер, актор. Лідер гурту «Скрябін». Герой України (2020, посмертно), кавалер Ордена «За заслуги» I ст. (2015, посмертно). Заслужений артист Автономної Республіки Крим (2008).

## Життєпис

### Дитинство
Народився 17 серпня 1968 року в Самборі на Львівщині. Мати, Ольга Михайлівна Кузьменко (1947—2023), походила із Самбірського району, працювала викладачем музики та захоплювалась етнографією — коли вона навчалась у Дрогобицькому педагогічному інституті, то їздила по селах із магнітофоном і записувала народні пісні і приказки, а пізніше керувала дитячим колективом, що співав народні та обрядові пісні. Після смерті Андрія Ольга Михайлівна написала 3 книги: «Моя дорога птаха», «Гурт „Скрябін“ та друзі по сцені» і «Колискова Андрійка». Батько, Віктор Кузьмич Кузьменко (нар. 1942), походив із Малинського району, за фахом інженер, усе життя працював на хімічних підприємствах. Батьки разом робили і продавала глиняні дзвіночки і фігурки — захопились цим на початку 1990-х років після поїздки у Вільнюс.

Андрій Кузьменко у віці 3 років, фото з обкладинки альбому «Мова Риб»

Андрій був єдиною дитиною в родині. До 1981 року сім'я жила в Новому Роздолі на Львівщині в бабусі Марії Григорівни, пізніше часто жив у неї влітку. Із першого класу Кузьменко навчався в Новороздільській спеціалізованій школі № 4 з поглибленим вивченням англійської мови, а також закінчив музичну школу за класом фортепіано. Пізніше музикант згадував, що хоч і з дитинства його тягнуло до музики — ще у віці 3 років він із фанерною саморобною гітарою «виконував» для гостей пісню «Червона рута» — навчатись у музичній школі йому не подобалось, тож закінчив її він лише під тиском матері.
Разом із батьками Андрій часто бував на морі: у 1978 році його батька Віктора Кузьмича як передовика виробництва нагородили путівкою на курорт Золоті Піски в Болгарії, де тоді відпочивав Микита Михалков, із яким познайомилась родина Кузьменків. За словами Андрія, відомий режисер попросив батьків Андрія подивитись за своїм сином, поки той давав інтерв'ю. Тоді ж майбутній музикант заробив свої перші гроші за те що подава Михалкову тенісні м'ячі — на зароблені кошти Кузьменко вперше купив собі «Кіндер-сюрприз».
Першим поштовхом до меломанії була пісня зі збірки зарубіжних хітів «Lady Madonna» гурту The Beatles, яку 10-річний Кузьменко почув у 1979 році:
|  | Я не знав, що її виконують Бітли, я прочитав назву на конверті значно пізніше. Мене здивувало інше: наскільки простою виявилася музика і наскільки сильно вона “вставляла”… Я зробив електрогітару з фанери, розмалював, як має бути, і почав лабати на ній… Зігравши цю мелодію на своєму піаніно, я відчув такий душевний підйом, що почав придумувати мелодії сам. Я переконався в тому, що кожен може вигадати щось таке, що зрозуміють тисячі, мільйони людей. І це досить важко з технічної точки зору — потрібно тільки вкласти душу і розум. |

Згодом його почала цікавити популярна і передова тоді у світі музика: Boney M, Procol Harum тощо — він обмінювався із друзями популярними платівками, хоча ніколи не ходив на танці.
За словами Кузьменка, коли йому було 13 років, його зрадив найліпший друг — хоч подробиць сварки він не розкриває. Дійшло до того, що підліток не хотів навіть перебувати в одному місті із такою людиною. Батьки пішли назустріч синові: родина переїхала до Новояворівська на Львівщині неподалік від кордону із Польщею, і у 8 клас Кузьменко вже пішов у Новояворівську загальноосвітню школу № 1, де познайомився із іншим майбутнім учасником гурту «Скрябін» Ростиславом Домішевським. Новояворівськ тоді був молодим промисловим містечком, чия економіка була на підйомі завдяки активній роботі сірчаних копалень, хоч і ближче до розпаду СРСР ця галузь почала занепадати. Мати Ольга Михайлівна після переїзду влаштувалась вчителькою фортепіано і ансамблю народних інструментів до музичної школи.
Крім рідної української, Кузьменко вільно володів англійською, польською і російською мовами, займався у спортивній школі та став кандидатом у майстри спорту з біатлону, грав у волейбол і займався плаванням. У ті часи він відкрив для себе річ, що займала важливе місце у його житті — польське радіо і телебачення.

### Початок творчого шляху
Для юного меломана не було нічого кращого, аніж ті радіостанції, по яких передавали найсучаснішу музику — як польську, так і західну, інколи цілими альбомами. Кузьменко навіть у школу носив із собою приймач, а значна частина почутої музики записувалась ним і його друзями на магнітну плівку. Юнака цікавило все: диско, нью-романтик, нью-вейв, а у 1983 році на Третій програмі Польського радіо він почув передачу «Все про рок» (пол. Cały ten rock), де прозвучав шотландський гурт The Exploited, який захопив Кузьменка і змусив його полюбити панк-музику. Тоді ж хлопець активно слухає Depeche Mode i The Cure.
Слухаючи панк все більше, Кузьма захотів представити його широкому загалу — і на місцевій дискотеці він у якості ді-джея презентував панк-рок, під який тепер почала танцювати молодь Новояворівська. Тепер юнак хотів творити музику самостійно — і у групі, що грала на танцях, він оволодів гітарою. Невдовзі зі складу шкільної дискотекової групи, здебільшого однокласників Кузьми, була створена панковий гурт «Ланцюгова реакція». Для репетицій гурту було дозволено займати актовий зал своєї школи, де у якості колонок використовували прості настінні гучномовці. Юнаки співали відомі танцювальні шлягери англійською, польською та навіть російською мовами. Чудернацький вигляд Кузьми із подобою панківської зачіски на голові привертав увагу громадськості, шкільної адміністрації та навіть міліції.
У 1985 році Кузьма закінчив школу і, звичайно, мусив визначитися із майбутнім. Окрім музики, проти кар'єри в якій були батьки юнака, його приваблювала хіба що медицина: він подумував стати лікарем-неврологом. Він спробував вступити до Львівського медичного інституту, однак не зміг через вимогу дати хабар для вступу, тому аби уникнути призову до Радянської армії, почав навчання на штукатура в ПТУ, де отримував стипендію 90 рублів та теж мав свій музичний гурт «Реанімація». Однак Кузьмі все ж вдається вступити на спеціальність неврологія — у медичному факультеті Карельського університету в Петрозаводську.
Навчання та відсутність друзів відбили в Кузьми всяку охоту до музики. У другій половині 1980-х років у СРСР студенти денної форми навчання у вишах втратили право на відстрочку від служби в армії, тож у 1986 році Кузьма був призваний до служби у місті Калінін, де він дослужився до заступника начальника неврологічного відділення військового шпиталю та навчився водити машину. Попри таку зміну обставин, в армії він із товаришем Володимиром Шкондою створили подобу музичного гурту, де росіянин грав на гітарі, а Кузьма — на піаніно. На творчість Кузьменка також вплинуло відвідування концертів тогочасних російських груп.
У 1987 році Кузьма повертається з армії в університет у Петрозаводську і бере справку про те, що йому протипоказаний клімат Карелії, тому ректор дозволяє йому перевестись до Львова. За переведення на лікувальний факультет від Кузьми вимагали хабар у 10,000 рублів, тож він вступив на стоматологію, де вимагали дещо менше — 4,000 рублів, що все ще було колосальними грошима для родини Кузьменків. Хоча мати переконувала Андрія, що цей фах його точно прогодує, навчання його не цікавило. Кузьменко не переставав активно займатись музикою, і згадує що навіть на перші курси інституту у Львові ходив з типовою панківською зачіскою, яку ховав під бейсболкою.
У 1987 році Кузьма пише пісні «Lucky Now», «Brother», «І так то вже є». Більшість пісень він писав англійською, а вже надалі їх перекладали на українську за потреби. Тоді ж він зацікавився гуртом «ВВ», чий кліп «Танці» приголомшив Кузьменка у 1988 році на музичній передачі «Ранкова пошта», після чого той зрозумів, що українська музика може існувати як така.
У 1988 році друг Кузьми Ростислав Домішевський у пошуках місця для гри музики, створює на базі підвалу місцевого палацу культури андреграундну студію «Sпати», до якої пізніше вступив сам Кузьма та Ігор Яцишин, які продовжували грати хардкор-панк у «Ланцюговій реакції». Невдовзі Кузьма бере участь у діяльності місцевих колективів і проєктів на базі студії «Sпати»: «Асоціація Джентльменів», «УКО», «Труна», «Death Time Boys», «Реанімація», де грає на гітарі, співає, є автором їх музики, текстів і обличчям. Крім того, на студії «Sпати» було і безліч інших проєктів різних музикантів, стилі яких варіювались від «теплого» нью-романтика в дусі Aplhaville до екстремального хардкор-панка.
У 1989 році музиканти «Sпати» подали заявку на перший авангардовий фестиваль «Вивих ʼ90», що планувався у Львові. Хоча музиканти були досить дезорганізованими, вони не лишились непоміченими — тоді продюсер Володимир Бебешко запропонував Кузьмі взяти участь у відбірковому турі фестивалю «Червона Рута» та в одному з польських фестивалів, однак через переслідування Бебешка з боку правоохоронних органів через активне виконання західної музики, Кузьма і сам став жертвою проблем із міліцією і КДБ аж до 1991 року. Тим не менш, музиканти продовжували грати.

### 1989—1993: Ранній «Скрябін»,Чуєш Біль,Мова Риб,Технофайт

Кадр із кліпу «Чуєш Біль», 1989 рік

У 1989 році, коли справа дійшла до весняних іспитів і призову до армії, ряди учасників студії «Sпати» у Новояворівську значно поменшало — у ній працювали Кузьма, Ростислав «Ростик» Домішевський, Сергій «Шура» Гера, Ігор Яцишин, Олександр «Скряба» Скрябін та Андрій «К'юр» Штурма, яким нічого не лишалось, крім як зробити щось разом. Тоді ж музиканти спільно створили композицію «Feel The Pain», а також її україномовну версію «Чуєш Біль» та інструментальний варіант — це був повільний психоделічний нью-романтик, тобто якраз та музика, до якої найбільше тяжів Кузьма. Трек настільки сподобався всім присутнім на студії «Sпати», що вони одностайно вирішили писатися разом далі, тому дата його запису, 30 травня 1989 року, офіційно вважається народженням нового музичного гурту.
Сусід музикантів по палацу культури молодий кінематографіст-аматор Володимир Зайковський, що всерйоз захоплювався чорно-білим паралельним кіно, запропонував хлопцям безкоштовно відзняти щось на кшталт кліпу до їхньої роботи. У липні Зайковський, збираючись посилати кілька своїх фільмів, і в їх числі «Чуєш Біль», до Москви на фестиваль альтернативного кіно, запитав у музикантів, як підписати їх «кліп» — виявляється, колектив не мав власної назви. У той момент із ними на студії не було саме Скряби, і музиканти вирішили пожартувати над ним, давши своєму гурту назву «Скрябін». Тим не менш, назва їм сподобалась: коротка, трохи екзотична, легко запам'ятовується, ще і збігається із іменем відомого російського композитора Олександра Скрябіна.
Вокалістом у новому гурті став саме Кузьма, тоді як на бас-гітарі грав Ростик, на гітарі — К'юр, на клавішних — Шура, на ударних — Яцишин, а Скряба був звукорежисером. Разом гурт «Скрябін» продовжував записувати пісні, які поступово складались в альбом. Коли у 1990 році на службу в армію був призваний Ростик, робота над альбомом зупинилась, доки музиканти не почали потайки забирати бас-гітариста з військової частини та везти на студію «Sпати», де все ж роботу над першим їх неофіційним альбомом «Чуєш Біль» було завершеною. До нього увійшли пісні «Чуєш Біль», «L'amour Attack», «Я живу» та інші пісні.
Поки Ростик був в армії, а Шура поїхав на навчання в Могильов, Кузьма разом із К'юром активно писали пісні, а також поїхали на 20-денний відпочинок у Саках. Уже в 1991 році учасники гурту «Скрябін» у дещо зміненому складі та під назвою «Андрій Кілл» вперше виступили на великій сцені під час другого фестивалю «Червона Рута» у Запоріжжі. Напередодні фестивалю батьки Кузьми поставили йому ультиматум щодо його музичної кар'єри — тоді у справу втрутилась його майбутня дружина Світлана, яка попросила їх дати юнаку шанс на успіх на музичній арені фестивалю, а в інакшому випадку він би мав повністю віддати себе медицині. На сцені «Червоної Рути» музиканти зіграли три пісні: «Олля», «Самотній В'язень» і «На Даху». Остання посіла третє місце в жанрі поп, чим врятувала музичну кар'єру Кузьми. Після цього музикантів запросили підписати контракт із львівським лейблом «Студією Лева», де вони отримали змогу розпочати роботу над новим матеріалом. У той же час розгортались події відновлення незалежності України, що давало надію на припинення візитів правоохоронців до студії «Sпати».
У 1991 році Кузьма вперше вирушає до Берліну на музичний фестиваль Berlin Independence Days. Аби дістатись до нього, Кузьма із товаришами вирішили просто придбати стару Побєду. У наступні роки Кузьма здійснить ще низку тривалих поїздок до Німеччини, історії з яких ляжуть в основу його книги «Я, Побєда і Берлін».
У 1992 році гурт «Скрябін» завершує роботу над новим альбомом «Мова Риб», однак оскільки лейбл мав сумніви щодо комерційного успіху платівки, офіційно видати його вдалось лише у 1993 році обмеженим накладом і в поганій якості. До альбому увійшли пісні «Шось Зимно», «Самотній В'язень», «Побєда» та «Техносекс» — спершу вони з'явились на львівських радіостанціях, а потім і на всеукраїнському радіо «Промінь», представивши гурт «Скрябін» широкому слухачеві. Перші презентації альбому відбулись у клубах та військових частинах, де музиканти отримали перший гонорар у розмірі 7 доларів, а згодом на львівському авангардному фестивалі «Вивих ʼ92».
Тоді ж «Скрябін» знайомиться із Ростиславом Штинем, директором першої продюсерської агенції в Україні «Ростислав-Шоу», із якою вдалось підписати контракт. Агенція забезпечила музикантам першу стабільну заробітну платню та надала в безкоштовну оренду добрі на той час музичні інструменти і апаратуру, яку було привезено на студію «Sпати» в Новояворівську, де музиканти записали альбом «Технофайт», що мав рекордну тоді для України тривалість у 90 хвилин. Із цим матеріалом «Скрябін» об'їздив маленький концертний тур містами заходу України. Тим не менш, «Ростислав-Шоу» різко припинило існування, і новий альбом так і лишився без офіційного видання, а пісні з нього було пізніше було перезаписано та включено до наступних альбомів гурту. Із записом пісні «Нікому то не треба» з 1993 року гурт призупинив свою діяльність.
У 1993 році Кузьма закінчує Львівський медичний інститут та ще рік працює за спеціальністю в ординатурі у районній поліклініці. Сам він згадує, що якість його роботи була сумнівною, адже в його пацієнтів не до кінця закривались роти через занадто високі пломби. У 1994 році він одружується на своїй дівчині Світлані Бабійчук — художниці, яка вчилась із ним у паралельних класах.

### 1994—1999: Перший успіх,Птахи,Казки,Хробак, Технофайт 1999
Коли здавалось, що гурт уже на грані розпаду, у 1994 році колишній працівник «Ростислав-Шоу», будучи палким шанувальником творчості музикантів, запропонував Кузьмі, Ростику, Шурі та Скрябі свій менеджмент. Тоді восени 1994 року він назбирав грошей у своїх знайомих та переконав поїхати до Києва, де на спонсорські 600 доларів на студії «Нова» Юрія Нікітіна було за 7 днів записано альбом. Пізніше до Києва переїхала і дружина Кузьми Світлана.
Навесні 1995 року відбувся публічний реліз альбому «Птахи», що збільшила упізнаваність «Скрябіна» в Україні, хоч і був написаний у скоріше нехарактерному для них стилі техно. Для альбому була вперше в Україні використана картонна обкладинка digipac. Продаж перевищував всі сподівання: до березня 1996 року було продано 600 компактів та 4000 касет, з них 2000 — тільки у Львові. «Скрябін» протягом 1995 року взяв участь у 52 комерційних та некомерційних концертах, а у липні вони вперше виступили на «Таврійських Іграх», де однак їхня музика не вразила широкого слухача. Попри певний успіх, «Скрябін» не мав серйозного контракту у Києві, тому Кузьмі та його колегам доводилось їздити з Києва в Новояворівськ кожні вихідні. Однак у січні 1996 році гурту все ж вдалось підписати офіційний контракт із студією «Нова», що спонукало Кузьму до остаточного переїзду до Києва.
Протягом 1996 року «Скрябін» виступав у якості команді розігріву на концертах Ірини Білик, завдяки чому музиканти об'їздили всю Україну. Поступово Кузьму ставали більше впізнавати: «Скрябін» вперше з'являється на головній музичній телепередачі країни «Територія А» на ICTV, де у травні змагався з гуртами Green Grey та Аква Віта та здобув перемогу. Гурт також повторно бере участь у «Таврійських Іграх», де публіка сприйняла їхню творчість помітно тепліше. За результатами фестивалю «Скрябін» здобули нагороду «Золота жар-птиця» у номінації «Найкраща поп-група року» та виграли путівку в круїз до Туреччини, у який поїхав тільки Кузьма та почав обдумувати запис нового альбому. Восени 1996 року Кузьма дебютував на телеканалі УТ-2 як ведучий музичної сторінки в програмі в програмі «Бомба», щоправда програма довго не протрималася в ефірі. У листопаді гурт відзняв кліп на пісню «Прикрий Світ», що виявився надзвичайно вдалим і відразу потрапив на вершину хіт-параду «Території А».
У 1996 році «Скрябін» активно працювали над створенням нового альбому, до якого крім нових пісень також увійшли старі хіти гурту в оновленій обробці. До запису альбому долучились і інші колеги по цеху: Нічлава, Табула Раса, Олег Комлач, Лесик Турко і El Кравчук, що сприяло поліфонічності і різноплановості альбому, який водночас був есенцією творчої філософії гурту «Скрябін». 17 січня 1997 року було видано третій офіційний альбом «Казки», до якого увійшли пісні «Годинник», «Нікому то не треба», «Прикрий світ».
Протягом березня відбулись кілька концертів гурту на півдні України, зібрані гроші з яких повністю пішли на придбання нового обладнання для студії «Sпати» вдома у Кузьми в Києві, а також на відкриття власної веб-сторінки в Інтернеті у червні 1997 року. 9 травня «Скрябін» виступили на «Червоній Руті» у Харкові, де центральний майдан міста вітав музикантів овацією, а вже 23 травня 1997 року гурт вперше дав двогодинний сольний концерт у Києві у ПК Інституту інженерів цивільної авіації. Протягом червня гурт дав 22 концерти, а в липні на «Таврійських Іграх» отримав «Золоту жар-птицю» у номінації «Найкраща альтернативна група». 24 серпня 1997 року «Скрябін» дали спільний концерт з «ВВ» на День Незалежності України в Києві.
Після «Таврійських Ігор» Кузьма з вагітною дружиною вирушив на відпочинок у гори Словаччини, а вже 14 вересня у Кузьми народилась донька Марія-Барбара, коли той виступав на фестивалі у Бердянську. Восени Кузьма і Ростик на радіо «Столиця» почали вести власну передачу «Клітка», що проіснувала більше року. У грудні «Скрябін» переміг на «Пісні Року» у номінації «Найкращий альтернативний гурт року» та в «Параді хіт-парадів» «Території А» у номінації «Найкращий альтернативний гурт».

Обкладинка реміксового альбому «Танець пінгвіна», 1998 рік

На початку 1998 року «Скрябіну» вдалось організувати перший в історії української музики з'їзд фан-клубів гурту за підтримки Партії зелених України. Хоч раніше гурту вже доводилось виступати на підтримку Народно-Демократичої партії, співпраця із «зеленими» була близька музикантам за духом. У рамках передвиборної акції у березні відбувся тур «Збережемо природу для життя», після якого 2 липня 1998 року гурт видав реміксовий альбом «Танець Пінгвіна», однойменна пісня з якого здобула шалену популярність, та записано дует із Юлією Лорд «Брудна, як ангел». У серпні «Скрябін» взяв участь у «Таврійських Іграх», де його висунули у рекордних семи номінаціях. Того ж року гурт вирушив у нову подорож до Берліна.
Записаний протягом 1998 року альбом «Хробак» був офіційно випущений 15 лютого 1999 року. До платівки увійшли пісні «Не треба», «Секс (То є море з людей)», «Клей» та інші — до них було відзнято кліпи у Новояворівську Володимиром Зайковським, творцем перших кліпів «Скрябіна», та Віктором Придуваловим. Того ж року разом із Андрієм Підлужним, Тарасом Чубаєм і Юлією Лорд «Скрябін» записав спільну платівку «Еутерпа» — синтез автентичного фольклору та сучасних технологій, а також склав акомпанемент Тарасові Чубаю в запису альбому пісень вояків УПА «Наші партизани». У 1999 році також вдалось офіційно видати альбом «Технофайт 1999», що був перевиданням неопублікованого альбому 1993 року — до нього увійшли пісні «Море (Най ціилий світ пропаде)», «То мій голос», «Я мав свій сон», а також «Оля» разом із гуртом «Нічлава». Напередодні президентських виборів гурт «Скрябін» взяв участь у всеукраїнському турі зірок «Обирай майбутнє» на підтримку Леоніда Кучми.

### 2000—2002: Новий стиль,Модна Країна,Стриптиз,Озимі Люди
Ще у 1998 році музиканти розпочали роботу над записом альбому «Стриптиз», випуск якого помітно затримувався. Коли у 2000 році очікувався реліз платівки, поширились чутки про розпад гурту «Скрябін» через сварку Кузьми та Ростика. Урешті музиканти дійшли згоди, і відтепер Ростик не виходитиме на сцену, а буде керувати адміністративними та організаційними питаннями гурту. Тоді, як згадує Кузьма, стався переламний момент у його житті:
|  | Я став перед дзеркалом і сам собі сказав: «Андрію, ти зараз бачиш свого головного ворога. Усі проблеми тільки через тебе». Це був важкий час. Мені перевалило за тридцять, грошей не було, перспектив теж. Я жив на зйомній квартирі на Соломʼянці в Києві, що робити далі - незрозуміло. |

Ці роздуми підштовхнули його до змін, і протягом короткого часу був записаний альбом «Модна країна», що був офіційно випущений 24 листопада 2000 року, і відрізнявся зміною музичного напрямку у бік комерційного поп-року, що мало би залучити більш широкого слухача. Як зазначав сам Кузьма, він почав писати пісні, що були «ближче до людей», а не про «польоти в космос». До альбому зокрема увійшли пісні «Бультер'єр», «Цукор», «Модна країна», «Чорнобиль форева». Кліп на останню пісню був записаний перед сумнозвісним четвертим енергоблоком ЧАЕС у грудні 2000 року та показаний під час концерту присвяченому закриттю станції в Національному палаці «Україна». Із 2000 до 2002 року Кузьма був ведучим хіт-параду «Гаряча сімка» на ICTV, де зарекомендував себе як телеведучий.

Кузьма на обкладинці альбому «Озимі люди», 2002 рік

17 жовтня 2001 року гурт «Скрябін» все ж випускає альбом «Стриптиз», до якого увійшли пісні «Стриптиз», «Китайські чіпси», «Негри люблять молоко» — кліп на останній став досить популярним на музичних каналах України. Навесні 2002 року альбом було перевидано під назвою «Стриптиз Плюс», де також додались треки «Соло» та «Вам з неба не видно». «Стриптиз» вважається останнім класичним-електронним альбомом гуртом. У 2001 році Кузьма бере участь у зйомках телемюзиклу «Вечори на хуторі біля Диканьки» на Інтері.
У 2001 році Кузьма починає співпрацю із виборчим блоком «Команда озимого покоління», що був створений напередодні парламентських виборів 2002 року та вважався близьким до Леоніда Кучми. Блок профінансував запис нового альбому, і у березні 2002 року було випущено альбом «Озимі люди», пілотований одразу п'ятьма відеокліпами. Альбом записаний у жанрі поп-рок та має гостросоціальну, патріотичну, а також любовну тематику. Зокрема, до нього увійшли пісні «Сам собі країна» та «Любити платити», кліп на яку був знятий у Москві, та навіть був на ротації MTV Росія. Альбом також містив у собі агітаційні ролики «Команди озимого покоління». Гурт «Скрябін» також пробував зайти на російський ринок, задля чого у жовтні 2002 року альбом було видано в Росії.

### 2003—2008: Новий етап «Скрябіна»,Натура,Танго,Гламур,Про любов?

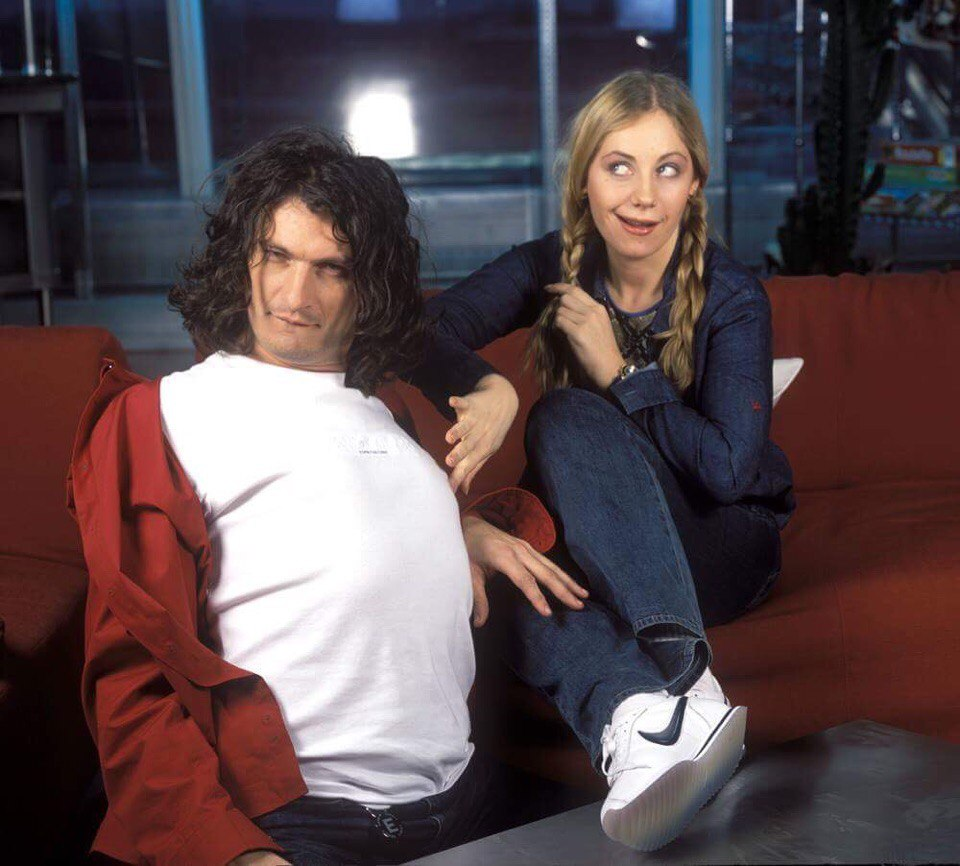
Кузьма та Слава Фролова, 2003 рік

У 2002 році з гурту остаточно йде Ростик, а вже з 2003 року його покидає і Шура, який приєднується до Другої Ріки — зі старого складу лишається тільки Олексій Зволинський. Пізніше Кузьма заявив, що він просто «прогнав усіх тих нероб» з гурту:
|  | Треба пахати, а не спати до обіду, як вони любили, ну і варто час від часу займатися на інструменті, з яким виходиш на сцену, хоча б раз у день… А не лажати і позоритися. Золотий склад не може складатися з людей, які фальшивили і запутувалися в струнах і клавішах, граючи елементарні простенькі партії. В студії вони були в стані шось придумати і записати, дякуючи комп’ютерам і дублям. Але я не мав сили позоритися з тими «колегами» на сцені і запропонував підняти рівень виконання, чим придушив їхню свободу. |

Відповідно, склад «Скрябіна» кардинально оновився та переформатувався — відтепер він по суті ставав одноосібним лідером колективу, а музиканти були професіоналами з відповідною освітою.
Протягом лютого-березня 2003 року «Скрябін» працював над записом нового альбому у Євпаторії, тоді як зведення відбувалось у Лондоні на Mayfair Studios, де свого часу записувались Пол Маккартні та Тіна Тернер. Продюсував альбом фронтмен російського гурту Мумій Тролль Ілля Лагутенко, із яким Кузьма свого часу познайомився на «Таврійських Іграх». 22 травня 2003 року відбувся реліз альбому «Натура», що мав переважно любовну тематику, та до якого зокрема увійшли пісні «Спи собі сама», «Відстань», «Я сховаю тебе». Пісня «Мовчати» також увійшла до альбому — Кузьма свого часу запропонував спродюсувати цю пісню Юрію Нікітіну, який будучи продюсером Ірини Білик, залучив її до запису пісні, що стала абсолютним хітом. Таким чином, «Натура» принесла справжню широку славу гурту «Скрябін» і Кузьмі зокрема. Гурт відправляється у всеукраїнський тур на підтримку нового альбому.
У вересні 2003 року на телеканалі Інтер виходить перший випуск культової програми «Шанс», де в ролях ведучих були Кузьма і Наталія Могилевська. Будучи ідейним продовженням програми «Караоке на Майдані», «Шанс» теж додало популярності музиканту і закріпило за ним прізвисько Кузьма Скрябін.
Напередодні президентських виборів 2004 року Кузьма потрапив у скандал через публічну підтримку і агітацію на користь провладного кандидата Віктора Януковича. Зокрема, під час Помаранчевої революції Ростик і Шура на 5 каналі розкритикували Кузьму за його позицію. За словами музиканта, на його адресу регулярно надходили серйозні погрози, через що він був змушений носити із собою зброю. Як зазначає Кузьма, його публічна підтримка не була ідейною і була обумовленою контрактом із провладним телеканалом Інтер, на якому він тоді працював ведучим: «нам сказали чітко: або ви йдете, або ви не йдете, і чотири роки вам закриті виходи на радіо і телебачення». Музикант назвав цей інцидент досвідом і травмою, після якої його вже «ніхто в житті не перекупить», і що він отримав тоді багато ворогів — «процентів 50 країни».
З кінця 2004 року гурт «Скрябін» працював над записом нового матеріалу, і 1 квітня 2005 року було випущено десятий студійний альбом «Танго», написаний переважно на філософську і любовну тематику. До нього зокрема увійшли пісні «Старі фотографії», «Люди як кораблі», «Не даєш» у дуеті з Наталією Могилевською. Тоді закріплюється остаточний склад гурту: вокал — Андрій Кузьменко, гітара — Олексій Зволинський, клавішні — Костянтин Сухоносов, бас-гітара — Костянтин Глітін, ударні — Вадим Колісниченко, бек-вокал — Олена Розумна.
14 вересня 2006 року відбувся реліз наступного альбому «Гламур», що розійшовся накладом 70 тисяч примірників. Тематика альбому була навіяна досвідом роботи Кузьменка в телепроєктах, де активно експлуатувався термін «гламур», а ідея для однойменної пісні виникла під час конфлікту з модельєром Андре Таном, який, як і куратори шоу «Шанс», критикував його зовнішній вигляд. До альбому увійшли пісні «Гламур», «Кольорова», «Шампанські очі», «Італодіско» та інші. Того ж року Кузьма став ведучим розважального шоу «Шиканемо» на телеканалі Інтер, а також видав власну книгу-автобіографію «Я, Побєда і Берлін», яка пізніше кілька разів перевидавалась.
У липні 2007 року вийшов альбом-проєкт латиноамериканських версій найкращих хітів гурту «Скрябінос Muchachos». На осінь 2007 року «Скрябін» планував велике турне 25-ма містами України у підтримку нового альбому «Про любов?», що був виданий 22 листопада 2007 року, однак із невідомих причин концерти були скасовані. До альбому увійшли пісні «Хлопці-Олігархи», «Шмата», «Мумітроль» — кліп на останню був у 2008 році офіційно заборонений на телебаченні за аморальний зміст пісні, хоча він був саркастичним.
У 2008 році Кузьма був ведучим шоу «Дай покататись» на телеканалі М1. Тоді ж Кузьменко разом із Володимиром Бебешком створили і почали продюсувати жіночий поп-гурт «Пающіє труси», який був започаткований як сатира на сучасну естраду, де наявність музичних здібностей було не таким важливим фактором, як епатажна зовнішність. Продюсери оголосили кастинг до гурту, де головними критеріями була наявність третього розміру грудей, середній зріст та хореографічні навички, а вміння співати було необов'язковим. Уже в квітні 2008 року новостворений гурт випустив кліп на пісню «Поющие трусы», а 2009 року був випущений перший альбом «Попса».

### 2009—2015: Останні роки,Моя еволюція,Радіо Любов,Добряк,25

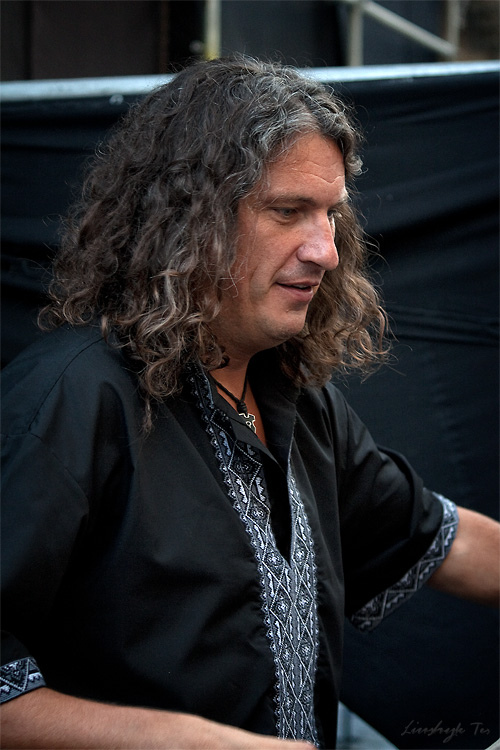
Концерт до Дня Незалежності України, Львів, 2011 рік

На початку 2009 року «Скрябін» починає роботу над новим альбомом «Моя еволюція», що був офіційно опублікований 15 грудня 2009 року на честь 20-річчя зі створення гурту — зміст альбому відрізняється політичною, протестною та меланхолійною тематикою. Серед пісень, що увійшли до нього були «Кинули», «Дура-цензура», «Квінти», «Випускний» та інші. Також паралельно Кузьма вів роботу над своїм сольним альбомом, що мав нагадувати стару творчість гурту, однак його запис було зупинено. Того ж року Кузьма був членом журі літературної премії «Книга року BBC».
У 2009 році Кузьма також став продюсером гурту DZIDZIO, що був засновний у його рідному Новояворівську, та дав дорогу музикантам до телеефіру М1 і конкурсів на кшталт «Нова хвиля», а також написав для них чимало пісень, зокрема «Ялта», «Голі дівчата» і «Гопа-гопа».
У квітні 2011 року гурт «Скрябін» дав масштабний концерт у Львівській опері, де виконав свої найвідоміші композиції у супроводі оркестру Національного театру імені Заньковецької, що додало їм особливого звучання. У травні гурт «Скрябін» востаннє дав концерт у Росії — у Санкт-Петербурзі. Того ж року гурт випустив пісню «Маршрутка», у кліпі на яку також знялись DZIDZIO та Пающіє труси. У 2011 році Кузьма був ведучим спортивно-розважального шоу «Битва націй» та розважального проєкту «Бережись автомобіля» на телеканалі ICTV.
Протягом 2010—2012 років було записано та 19 квітня 2012 року випущено чотирнадцятий альбом гурту «Радіо Любов», до якого увійшли 10 композицій, серед яких були «Мам», «Місця щасливих людей» і «Говорили і курили». Того ж року, під псевдонімом Zлий Rепер Zеник, Кузьма видав альбом «Zалупа RocK» як інтернет-реліз, що був сповнений великою кількістю ненормативної лексики, комедійного змісту та жорсткого сарказму щодо різноманітних побутових явищ, хоча після релізу проєкт продовження не мав. У 2012 році Кузьма став ведучим програми «Дача» на телеканалі ICTV.
5 липня 2013 року гурт «Скрябін» у Зеленому Театрі в Києві презентував свій новий альбом «Добряк», що був записаний протягом 2012—2013 років та мав ностальгічну атмосферу. До нього зокрема увійшли композиції «Остання сигарета», «Лист до друга», «То є Львів», а також «Руїна» на суспільно-політичну тематику, кліп на яку складався цілком із кадрів записів краєвидів українських сіл і міст, які Кузьма самостійно знімав, подорожуючи Україною.

Із початком Євромайдану Кузьма публічно висловлювався на підтримку мітингувальників та допомагав їм одягом та продуктами, а після втечі Віктора Януковича зауважив, що протести проти влади були цілком обґрунтовані та закликав до національної єдності.

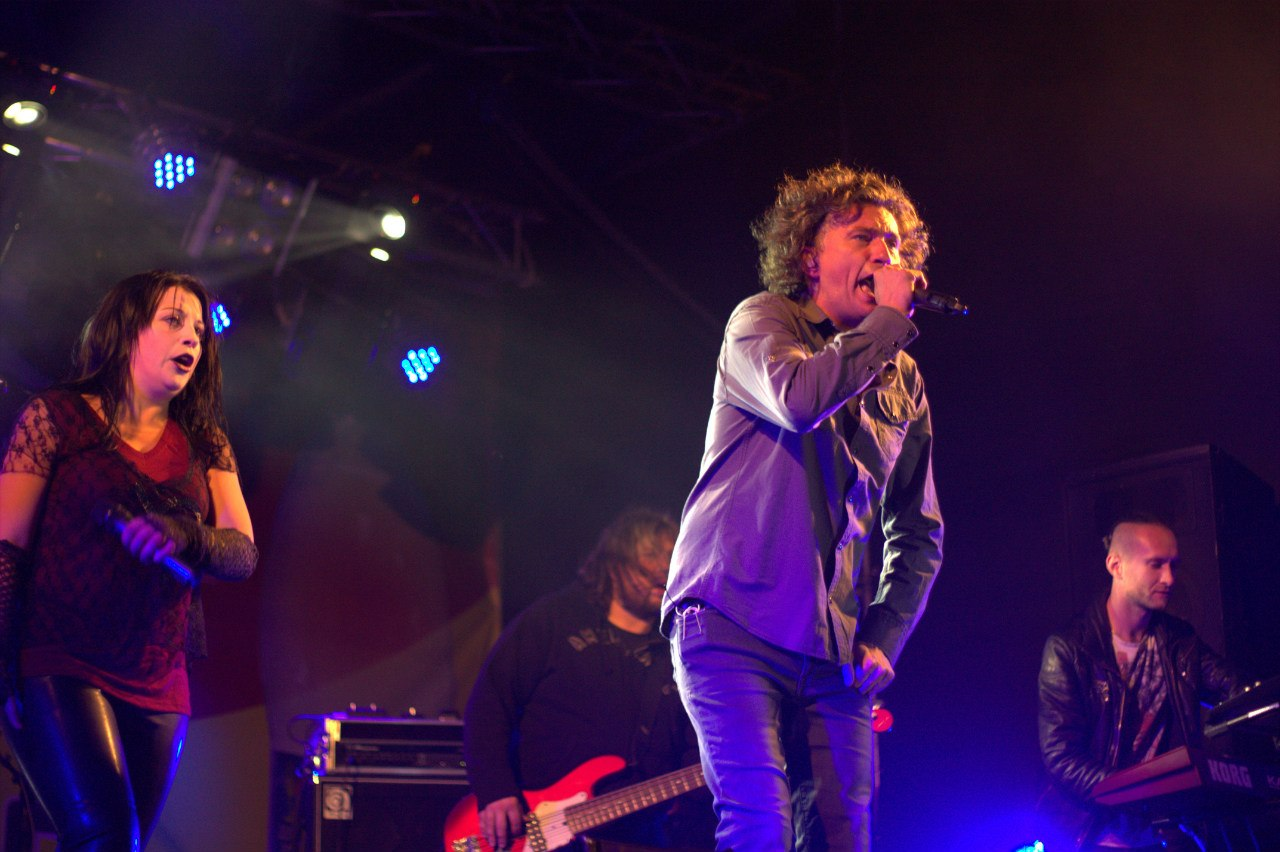
Скрябін на концерті в Мелітополі, 2014 рік

4 квітня 2014 року «Скрябін» представив шістнадцятий студійний альбом «25», давши велике концертне шоу у Києві і далі відправившись у всеукраїнський тур. До нового альбому ввійшли 12 композицій, серед яких «Дельфіни», «Порш пана мера», «Історія» та інші. Тоді ж Кузьма представив свою нову книгу «Я, Паштєт і армія». У жовтні він запустив власне інтернет-радіо під назвою «S.R.A.K.A.—Своє Радіо Андрія КузьменкА», у якому, за його словами, грала музика, яку він слухав у машині.
Із початком війни на сході України Кузьма активно допомагав військовим у зоні АТО формою, технікою, а також відвідував лікарні із пораненими військовими.
У 2015 році став журі музичного шоу «Співай як зірка» на телеканалі Україна — Кузьма загинув через кілька тижнів після зйомки у фіналі проєкту. За день до загибелі Кузьми гурт «Скрябін» випустив кліп на пісню «Дельфіни». Також незадовго до смерті Кузьма планував новий альбом, але наразі доля платівки невідома. У мережі можна знайти демо-версії невиданих пісень, що переважно мають політичну та гостросоціальну тематику: «Лист до президентів», «Українці», «Сука-війна», «Маленька дівчинка».

## Загибель і прощання

Пам'ятник на місці загибелі Кузьми (14.05.2016)

1 лютого 2015 року гурт «Скрябін» виступив у Палаці молоді та студентів в Кривому Розі на честь 25-річчя діяльності колективу. Відігравши концерт та давши інтерв'ю журналістам, Кузьма під ранок вирушає до Києва на власному автомобілі, тоді як решта колективу рухалась на мікроавтобусі позаду. За офіційною версією МВС України, 2 лютого 2015 року, близько 08:20 (за твердженням концертного техніка гурту «Скрябін» Юрія Лисяка, це сталося близько 07:00, а за даними слідства, про які повідомила UkrMedia, виклик на підстанції швидкої медичної допомоги був зафіксований о 06:54), на 86 км автошляху Н-23 Кривий Ріг — Кропивницький (48°03′44″ пн. ш. 33°13′25″ сх. д. / 48.06222° пн. ш. 33.22361° сх. д.) відбулося зіткнення позашляховика Кузьми Toyota Sequoia і молоковоза ГАЗ-53. Удар був такої сили, що автомобіль музиканта розвернуло на 90 градусів, а молоковозу вирвало задній міст. Від отриманих травм Андрій Кузьменко загинув миттєво.

Гробівець Андрія Кузьменка, Брюховицький цвинтар

Очевидець ДТП повідомив, що бачив, як на великій швидкості у місці заокруглення дороги Toyota виїхала на зустрічну смугу і врізалась у бік цистерни молоковозу, чому могла посприяти ожеледь на трасі. За даними Державної автомобільної інспекції, автомобіль Кузьменка рухався із швидкістю 160 км/год, хоча місцеві зазначають, що на цьому відтинку дороги небезпечно розганятись понад 60 км/год. У фатальній ДТП також постраждали дві жінки: пасажирка автомобіля Кузьменка та молоковозу відповідно — обидві були доправлені до криворізьких лікарень. Водій молоковоза протягом усього часу слідчих дій перебував на місці ДТП.
Андрія Кузьменка відспівали 5 лютого 2015 року в Церкві Преображення Господа Нашого Ісуса Христа Львова. Поховали музиканта в родинному склепі на кладовищі в Брюховичах. 20 травня в Київському палаці спорту в Києві і 21 червня на Арені «Львів» у Львові було проведено концерти пам'яті Скрябіна. Разом з музикантами гурту «Скрябін» виконували пісні Кузьменка Святослав Вакарчук, Руслана Лижичко, Сашко Положинський, «ТІК», «Авіатор», Арсен Мірзоян, Тарас Тополя, Марія Бурмака, Ірина Білик, Дзідзьо, Дмитро Шуров та інші. Режисером-постановником концерту-триб'юту пам'яті Кузьми був Михайло Крупієвський.

## Особисте життя
Дружина (з 1994 року) — Світлана Іванівна Бабійчук (нар. 26 березня 1968 року, Курськ), донька художника Івана Бабійчука (1944—2015), художниця, майстриня розпису по дереву. Навчалась з Андрієм у паралельних класах, у 1990 році закінчила Курський педагогічний інститут. З 2006 року Світлана мала магазини на Андріївському узвозі. Розписувала шовк і батик, працювала на замовлення, заснувала благодійний «Фонд імені Кузьми Скрябіна», через який допомагає дитячим будинкам, лікарням, займається волонтерською діяльністю і підтримує українських військових — як це робив Андрій.
- Донька — Марія-Барбара «Бася» Андріївна Кузьменко (нар. 14 вересня 1997), названа на честь акторки Барбари Брильської, кумира дитинства Андрія, з якою Андрій був особисто знайомий[81]. Закінчила Медичний університет імені Богомольця за спеціальністю дерматологія.

Кузьма жив із родиною у приватному будинку на Вітряних Горах у Києві, володів автомобілями Toyota Sequoia, Smart Fortwo та ГАЗ-21. Він був активним мандрівником та побував майже в усіх куточках світу. Кузьма належав до греко-католицької конфесії, хоча у 2012 році заявляв, що православна віра стала йому ближче, особливо після відвідання Ватикана.

## Громадянська позиція
Ще у 1990-х роках Кузьма в складі гурту «Скрябін» брав участь в акціях та кампаній численних політичних сил, зокрема виступаючи на концертах на підтримку Леоніда Кучми, Народно-Демократичної партії і Партії зелених України. В рамках співпраці гурту Скрябін з Партією зелених остання оплатила виробництво відеокліпу на пісню «Танець пінгвіна», який був частиною агітаційної кампанії під час парламентських виборів 1998 року.  . Ще одним проявом органічної підтримки гуртом Скрябін Партії зелених стало відео до пісні "Чорнобиль Форева", яку гурт написав до закриття Чорнобильської атомної станції, а Партія зелених організаційно і фінансово підтримала зйомку відео. . Хоча Партія зелених була ідеологічно близька до Кузьми, пізніше він визнавав, що численні епізоди його агітації за різні політичні сили були обумовлені потребою у грошах.
У 2001 році Кузьма розпочав публічну агітацію за «Команду озимого покоління» — політичну силу, створену напередодні парламентських виборів 2002 року, що була близька до Віктора Пінчука і Леоніда Кучми. Головними обличчями блоку стали Валерій Хорошковський та Інна Богословська. Хоча «платою» за підтримку стало фінансування нового альбому «Озимі люди», Кузьма запевняв, що йому ідейно симпатизує цей політичний блок. Навіть у 2014 році, згадуючи тодішні події, музикант казав:
|  | Я тоді вірив у цих молодих, ще на той момент розумних, інтелектуальних людей, які, як мені здавалося, були в стані щось змінити в тій зашкарублій політиці, переповненій дітьми, онуками номенклатурних політичних діячів ще радянської доби. Але після того, як вони не пройшли й знову залишилися ті, хто й був, я зрозумів, що в цій країні змінити щось дуже тяжко. |

Напередодні президентських виборів 2004 року Кузьма став одним із учасників всеукраїнського туру «Молодь — проти! Молодь — за!» на підтримку провладного кандидата Віктора Януковича. Свій політичний вибір музикант тоді пояснював так:
|  | Мені ближче позиція Януковича - вона конкретніша. Я не вірю Ющенку, що в Україні можна збудувати Європу. У нас абсолютно інший менталітет - у нас радіо «Шансон» грає. У нас люди влаштовані по-іншому, ми не схожі на європейців. Житомир аж ніяк не нагадує Париж. Нам тут жити, і тут треба нам робити кайф по-своєму. |

Через публічну позицію музиканта він став жертвою критики з боку як шанувальників, так і колег по цеху. Під час Помаранчевої революції колишні учасники гурту «Скрябін» Ростик і Шура в ефірі 5 каналу присоромили Кузьму за його позицію та закликали його публічно продемонструвати, що він все ж «з народом». Пізніше Кузьма пояснив, що його підтримка була обумовлена контрактом із провладним телеканалом Інтер, на якому він тоді працював ведучим: «нам сказали чітко: або ви йдете, або ви не йдете, і чотири роки вам закриті виходи на радіо і телебачення». За словами музиканта, тоді йому надходили серйозні погрози, через що він був змушений носити із собою зброю, під будинком його батьків висипали його диски та давили їх машиною, а у Львові палили його опудало. Ці події змусили Кузьму переосмислити свою позицію та надалі відсторонитись від публічної підтримки будь-яких політиків. Музикант справедливо зауважував, що попри те, що тоді безліч артистів виступали на користь Януковича, саме Кузьма отримав диспропорційно більше критики, що він пов'язував із тим, що до нього «прислухаються люди».
У 2007 році Кузьма заявляв, що його особистим принципом є не писати пісень російською. Він пригадував, що одне московське радіо пропонувало йому переписати пісню «Давай з тобою займатися любов'ю» з альбому «Натура», запевняючи, що вона здобуде «Золотий грамофон», на що Кузьма їм відмовив. За рік до того, коли гурт «Скрябін» пробував зайти на російський музичний ринок із альбомом «Озимі люди», продюсер російський Олександр Цекало переконував Кузьму перезаписати цей альбом російською, інакше він «усе життя просидить у своїй цій Україні», що сильно обурило музиканта, який тоді дав собі слово ніколи не полишати Україну. Кузьма критикував поведінку таких продюсерів, наводячи до прикладу Тіну Кароль з Івано-Франківська, для якої рідною мовою була українська, але яку змушували співати російською. Музикант зазначав, що тиск Росії на український шоу-бізнес був дуже відчутним.
Також Кузьма критикував своїх колег по цеху, зокрема Руслану і Святослава Вакарчука, що після Помаранчевої революції стали народними депутатами України. Музикант вважав, що такі політичні амбіції артистів є нічим іншим, крім як їх бажанням «перейти на інший рівень фінансового добробуту» за рахунок лобіювання інтересів зацікавлених осіб.
У 2007 році Кузьма співчував Віктору Ющенку, підкреслюючи, що той змушений брати на себе відповідальність за дії політиків, які часто змінюють партії і погляди, а у 2008 році заявляв, що з усіх українських політиків він поважає хіба що Валерія Хорошковського та Віктора Ющенка. Він додавав, що знайомий із Ющенком особисто, і що його характер «надто м'який», а його оточення не дає нічого йому зробити — і якби Кузьма міг, то «розбився б, щоб підтримати те, що пропонує Ющенко». Тим не менш, у 2009 році гурт «Скрябін» випускає пісню «Кинули», що була прямо направлена проти чинної влади, що не виправдала сподівань українців після Помаранчевої революції. Напередодні президентських виборів 2010 року, за словами Кузьми, його кликали виступати і за Віктора Януковича, і за Юлію Тимошенко, і за Віктора Ющенка.
Із початком Євромайдану у грудні 2013 року Кузьма заявив, що «декларує свою підтримку людям на Майдані», що повстали проти тодішньої влади, однак заявив, що так само негативно ставиться і до опозиції. За словами Кузьми, він не був серед безпосередніх учасників протесту, але допомагав мітингувальникам дровами, їжею і медикаментами, а пояснюючи відмову від виступів під час акції, сказав, що «борються точно не концертами». 23 січня 2014 року, наступного дня після того, як з'явилася інформація про перших загиблих під час протистояння між активістами Євромайдану й силовиками на вулиці Грушевського, гурт «Скрябін» виклав у мережу гостросоціальну пісню «Історія». Попри висловлення підтримки учасникам протестних акцій, Кузьма тоді лишався політично нейтральним:
|  | Я не підтримую ні одних, ні других. Не вірю, що вони можуть щось змінити в цій країні. Усі тикають на президента, хоча з опозиційних депутатів постійно були присутніми на Майдані одиниці – а їх же купа! І вони могли приїхати й, користуючись своїми мандатами, просто не допустити того кровопролиття, яке було на Грушевського. Їх там не було. |

Після втечі Віктора Януковича Кузьма звернувся до жителів сходу України, що не поділяють принципи Євромайдану:
|  | Перш, ніж бити тих людей по ваших містах: їх є мало, але вони розуміють, хто міняє у цій країні. Подумайте, чи ви би хотіли, щоб ваші діти, ваші онуки віддавали свої гроші на те, щоб оті виродки срали в золоті унітази?! Люди, не бийте їх! Усе можна зробити без сили і без крові. Я вас просто прошу, закликаю! Для мене немає сходу і заходу – усі однакові! Я вас абсолютно однаково люблю і поважаю. Я гордий, що можу говорити і до тих і до інших на своїй мові і ви мене розумієте... |

Після анексії Криму Кузьма заявляв, що не жалкує про втрату півострова, адже для нього було би краще жити з кримчанами «через паркан у нейтралітеті», ніж «в одній країні з ненавистю». Із початком війни на сході України музикант почав активно підтримувати Сили оборони України, зокрема підтримував військових фінансово, допомагав їм формою, технікою, продовольством. Незадовго до загибелі Кузьма встиг передати бійцям на фронт пікап. Кузьма регулярно відвідував зону проведення АТО, однак ніколи не виступав перед захисниками — вважав, що бійцям потрібна амуніція, а не його співи. Також він відвідував лікарні із пораненими бійцями: як пояснював він сам, «після поранення боєць стає нецікавий державі, від нього всі відвертаються, тож украй важливо спілкуватися з ветеранами». Кузьма засуджував колег, що після початку війни на сході України відвідували Росію із публічними концертами та на церемонії нагороджень різних премій.
У січні 2015 року Кузьма під час пресконференції заявив, що «Порошенко дограється із цією війною», вважаючи, що вона вигідна не тільки Росії, а і владним колам, що збагачуються завдяки ній. Також Кузьма записав кілька звернень до народних депутатів України, у яких він їхав дорогами України, коментуючи те, що бачить за вікном — зокрема жахливу якість доріг, ями, затопленість, брак ремонту тощо, і загалом постійно критикував посадовців.
Серед пісень гурту «Скрябін» на політичну тематику були «Кинули», «Тепла зима», «Дура-цензура», «Руїна», «Історія», «Я злий», і зокрема про війну на сході України — «Українці», «Сука-війна» та «Лист до президентів України».

## Фільмографія

### Актор
- Вечори на хуторі біля Диканьки (2001) — Кузьма, друг Вакули (указаний у титрах як Андрій Кузьменко).
- Леся+Рома (2006) — 2 сезон, 11 серія (Набережна), грає самого себе (камео)
- Карнавальна ніч на Інтері (2006) — грає самого себе
- Дуже новорічне кіно (2007) — гість на новорічному святі в музеї (камео)
- Червона шапочка (2009) — Синя Борода (указаний у титрах як Кузьма Скрябін)
- Серіал «Перемена» (2012) — 15 серія, грає роль режисера з міста, якого запросили робити сценарій новорічного свята у школі
- Місто, в якому не ходять гроші (2018) — Оповідач (голос за кадром)

### Екранізації творів
- Місто, в якому не ходять гроші (2018)
- Я, Побєда і Берлін (2024)

### Спеціальна подяка
- Штольня (фільм) (2006) — спеціальна подяка (указаний у титрах як Андрій Кузьменко).

## Телебачення
- 1996 — Територія А (ICTV) — учасник
- 2005—2007 — Шиканемо (Інтер) — ведучий
- 2005—2006 — Ігри патріотів (Інтер) — гравець
- 2010 — Пороблено в Україні (Інтер) — пародія на Кузьму Скрябіна і автомобіль ЗАЗ Lanos (пародія на пісню «Старі фотографії»)
- 2011 — Битва націй (ICTV) — ведучий
- 2013 — Київ Вечірній (1+1) — гість
- 2012—2014 — Дача (ICTV) — ведучий
- 2013—2014 — Казка з татом (ПлюсПлюс) — ведучий

## Вшанування пам'яті

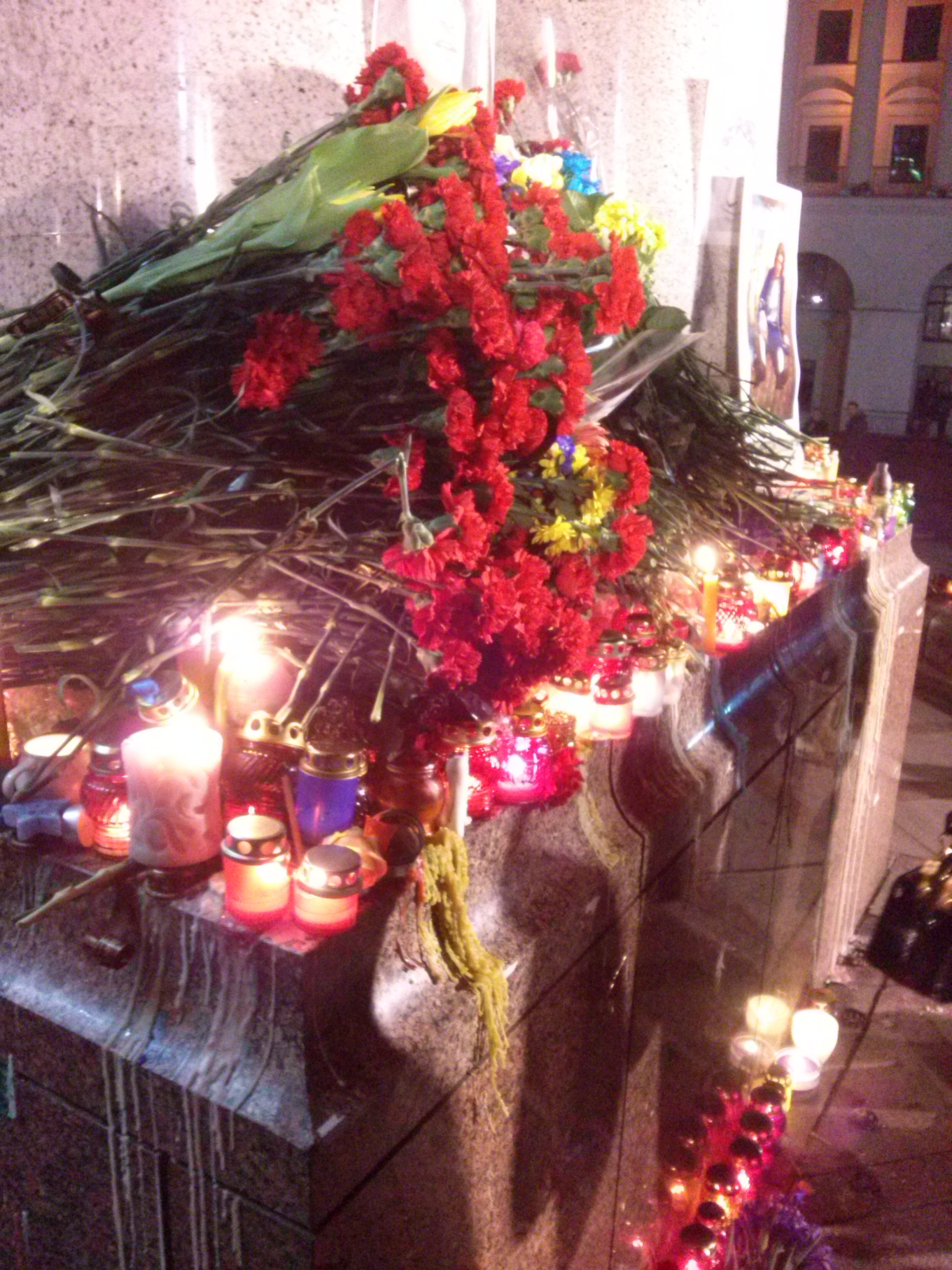
Вшанування пам'яті Кузьми на Майдані в Києві

Поштова марка та конверт, видані «Укрпоштою» до 50-річчя від дня народження лідера гурту «Скрябін»

- На місці загибелі Кузьми встановлений меморіальний знак[99][100].
- У вересні 2015 року в Одесі відкрили дошку пам'яті Андрію Кузьменку (біля Тещиного мосту, за адресою Військовий узвіз, 1[101]). На церемонії був присутній батько музиканта і музиканти гурту «Скрябін».
- 1 жовтня 2015 року у Луцьку був відкритий пам'ятник Андрію Кузьменку[102][103].
- 16 жовтня 2015 року міська рада Волновахи ухвалила рішення про перейменування вулиці Жовтневої на вулицю Кузьми Скрябіна[104].
- У січні 2016 року на офіційному вебпорталі Київради з'явилася петиція з пропозицією перейменувати вулицю Котовського в Києві на вулицю Андрія Кузьменка, але вона не набрала 10 тис. необхідних голосів[105].
- 29 січня 2016 року одну з вулиць Фастова перейменовано на честь Андрія Кузьменка[106].
- 24 березня 2016 року Міжнародною астрономічною спілкою зареєстровано назву астероїда 291923 Kuzmaskryabin[107].
- 20 травня 2016 року голова Житомирської ОДА підписав розпорядження, яким, окрім усього іншого, у Радомишлі на честь Кузьми Скрябіна перейменовано один з провулків[108].
- Одну з вулиць Малина Житомирської області перейменовано на честь Кузьменка. Поблизу міста похований прадід Андрія.
- Одна з вулиць Брюхович (передмістя Львова, де його поховано) названа на честь Андрія Кузьменка[109]
- 23 серпня 2016 року в Луцьку відкрито пам'ятник Андрієві Кузьменку.
- На львівському марафоні переможцям видавали медалі з портретом Кузьми.
- На будинку Управління Держприкордонслужби встановлено пам'ятний знак Андрієві, який часто допомагав прикордонникам.
- У вересні 2017 року у місті Хмельницький з'явився сквер ім. Кузьми Скрябіна. Розташований він в центрі міста по вул. Гагаріна (між готелем «Центральний» та Хмельницькою обласною філармонією).
- 2018 року у Харкові з'явився мурал (малюнок на стіні) з портретом Андрія[110][111].
- До 50-річчя від дня народження лідера гурту «Скрябін» Укрпошта ініціювала випуск та презентувала нову поштову марку «Андрій Кузьменко. 1968—2015 (Скрябін)» із зображенням співака. Спецпогашення марки, на якій буде проставлено відбиток підпису музиканта, відбулося 17 серпня 2018 року на київському та львівському поштамтах[112].
- 15 листопада 2018 року Київська міська рада назвала сквер на проспекті Василя Порика в Подільському районі столиці на честь музиканта Кузьми Скрябіна (Андрія Кузьменка)[113].

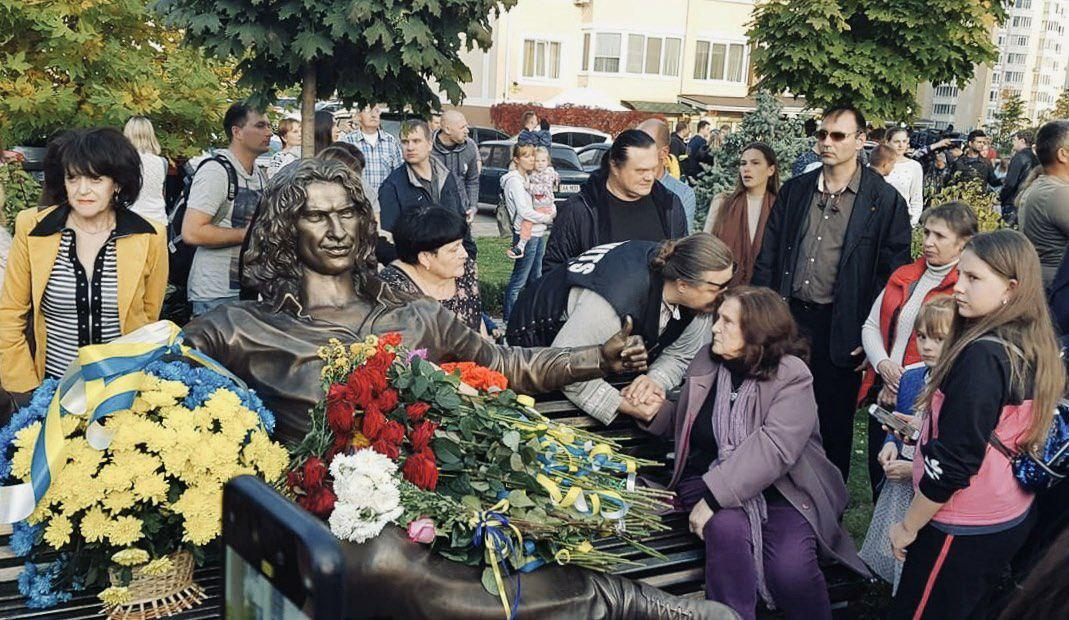
Відкриття пам'ятнику Андрію Кузьменку у селі Святопетрівському 14 жовтня 2019. На лаві сидить мати Андрія.

- 14 жовтня 2019 року в селі Святопетрівському Київської області[114] встановлено пам'ятник Андрію Кузьменку івано-франківського скульптора Бориса Данилюка.
- У вересні 2020 року у центрі міста Хмельницький створили мурал з портретом українського музиканта Кузьми Скрябіна. Намалювали його на стіні у сквері, що названий іменем виконавця. Створення муралу приурочили до проведення фестивалю «Respublica». Артоб'єкт створив хмельницький художник.
- У межах проєкту #ПлакатиЩобНеЗабувати була створена підбірка плакатів[115] із висловлюваннями Андрія Кузьменка.

### У музиці
- Інтернет-музикант Леонід Волошенюк написав пісню «Пам'яті Кузьми Скрябіна» наступного дня після смерті Андрія Кузьменка, пісня ввійшла в демо-альбом[116][117][118].
- У кінці серпня в інтернеті з'явився фанатський альбом-збірка останніх пісень Андрія Кузьменка та гурту «Скрябін», з назвою «Кінець Фільму». В альбом уходили неопубліковані демо-записи, пісня «Маршрутка», яка не ввійшла в жоден альбом, та дві останні студійні роботи Кузьми «Кінець фільму» й «Прогноз погоди»[119][120][121].
- Гурт «Антитіла» записав пісню «Люди, як кораблі», Святослав Вакарчук — «Мовчати», Руслана — «Ти ще відкриєш очі», Наталя Мирна — «Хотілося весни», Олександр Пономарьов — «Сам собі країна», Гурт Kazka — «Мовчати».

## Нагороди
- Звання Герой України з удостоєнням ордена Держави (17 серпня 2020, посмертно) — за визначні особисті заслуги у формуванні вітчизняного культурного простору, вагомий внесок у розвиток національного музичного мистецтва, багаторічну плідну творчу та громадську діяльність[122][123].
- Орден «За заслуги» І ст. (29 жовтня 2015, посмертно) — за значний особистий внесок у розвиток національної культури, збагачення вітчизняного музичного мистецтва, багаторічну плідну творчу діяльність[124].

### Пропозиції щодо присвоєння почесного звання «Народний артист України»
- 13 жовтня 2015 року електронну петицію про присвоєння лідеру гурту «Скрябін» Андрію Кузьменку звання народного артиста України спрямовано на розгляд Адміністрації Президента України[125] (петиція № 22/002933-єп зареєстрована 5 вересня 2015 року)[126].
- Президент України Петро Порошенко підтримав нагородження лідера гурту «Скрябін» Андрія Кузьменка орденом «За заслуги» I ступеня (посмертно)[127]. «Ураховуючи численну підтримку присвоєння А. Кузьменко державної нагороди і його значний внесок у розвиток української культури й збагачення вітчизняного музичного мистецтва, я підтримав пропозицію Комісії державних нагород та геральдики про нагородження Андрія Кузьменка орденом „За заслуги“ I ступеня (посмертно)», — сказано у відповіді Президента України на електронну петицію. У відповіді Президента України окремо підкреслюється, що відповідно до п. 7 Положення про почесні звання України, затвердженого указом Президента «Про почесні звання України» від 29 червня 2001 року, присвоєння звання «Народний артист України» посмертно не проводиться.
- 21 лютого 2020 року Верховна Рада України підтримала депутатський запит Павла Мельника Президенту України щодо увіковічення пам'яті співака Андрія Кузьменка, який загинув 2 лютого 2015 року в ДТП, шляхом присвоєння почесного звання «Народний артист України», а також інших видатних діячів України, які за життя не були удостоєні такої державної нагороди, через внесення змін до Указу Президента України «Про почесні звання України», що дозволить присвоювати почесні звання посмертно[128][129]. Реагуючи на запит Павла Мельника, Президент України Володимир Зеленський присвоїв А. Кузьменку звання Герой України.[130]